# جون جي. ميرتنز
جون جي. ميرتنز هو عسكري وسياسي أمريكي، (و. 1869  م). نشط حزبياً في الحزب الجمهوري. وقد انتخب عضو مجلس نواب داكوتا الجنوبية ‏.